# Pontevedra (prowincja)
Pontevedra (hiszp. La provincia de Pontevedra) – prowincja północno-zachodniej Hiszpanii współtworząca wspólnotę autonomiczną Galicji. Stolicą jest miasto o tej samej nazwie. Na północy graniczy z prowincją A Coruña, na wschodzie z prowincjami A Lugo i Ourense, na południu z Portugalią (dystrykt Viana do Castelo). 

## Comarki
W skład prowincji wchodzą comarki (powiaty):
- Bajo Miño
- Caldas
- Condado
- Deza
- Morrazo
- Paradanta
- Pontevedra
- Salnés
- Tabeirós – Tierra de Montes
- Vigo